# Крістерс Дардзанс
Крістерс Дардзанс (латис. Kristers Dardzāns; нар. 9 жовтня 2001, Кокнесе) — латвійський волейболіст, діагональний нападник, гравець національної збірної та українського клубу «Барком-Кажани» зі Львова, який виступає в польській Плюс Лізі. Колишній одноклубник Олега Плотницького в італійському ВК «Sir Safety Umbria Volley» з Перуджі.

## Життєпис
Народився 9 жовтня 2001 року в м. Кокнесе.
31 серпня 2018 року почав навчатися в Єкабпілській державній гімназії. Нині навчається у Закладі вищої освіти з бізнесу «Туріба» (або Університет «Туріба»; латис. Biznesa augstskola «Turība»).
У 2017—2021 роках грав у латвійському клубі СК «Єкабпілс Луші» (SK Jēkabpils Lūši). У липні 2021 року підписав угоду з італійським ВК «Sir Safety Umbria Volley» з Перуджі. Сезон 2022—2023 провів у фінському клубі «Гуррікаані» (Hurrikaani, Лоймаа).

### Досягнення
- чемпіон Латвії 2018, 2019, 2021,
- володар Кубка Латвії 2018, 2019[5]